# بروک، نیو ساوت ولز
بروک (به انگلیسی: Broke) یک شهرک در استرالیا است که در نیو ساوت ولز واقع شده‌است.